# Ref:rain/眩いばかり
「Ref:rain / 眩いばかり」（リフレイン/まばゆいばかり）は、Aimerの14枚目のシングル。
2018年2月21日に発売された。3タイプのCDが発売され、初回生産限定盤にはDVD付属が付属しMUSIC VIDEO が収録された。期間生産限定盤は、『恋は雨上がりのように』の原作者眉月じゅんによる主要キャラクターの橘あきらの描き下ろしイラストのパッケージとなっており、付属DVDに「恋は雨上がりのように」ノンクレジットエンディングムービーが収録された。
また、初回出荷盤に 「amazarashi×Aimer Asia Tour 2018 in TOKYO」 特典のCD購入者先行受付IDが封入された。なお、「Ref:rain」は、2月19日に先行配信された。

## 概要
2018年1月より放送のフジテレビ “ノイタミナ”「恋は雨上がりのように」のタイアップがきっかけで、製作された。
雨”をテーマにした曲が収録されている。「恋は雨上がりのように」のエンディングテーマ曲「Ref:rain」とCocco書き下ろしの新曲「眩いばかり」とのダブルAサイドシングル。そして、「After Rain」の新バージョン、Coccoの代表曲「Raining」のカバーの４曲が収録された。

## チャート成績
2018年3月5日付のオリコン週間ランキングでは1.8万枚を売り上げて6位にランクイン。デジタルシングル週間ランキングでは2.5万ダウンロードで3位にランクインした。
ビルボードにおいてもHot Animationで2作連続の1位を獲得した。

## 収録曲
1. Ref:rain (4:49)
作詞：aimerrhythm、作曲：飛内将大、編曲：玉井健二、飛内将大
2. 眩いばかり (4:11)
作詞・作曲：Cocco、編曲：玉井健二・飛内将大
3. After Rain -Scarlet ver.- (5:02)
作詞：aimerrhythm、作曲：玉井健二・KOMODA、編曲：玉井健二・百田留衣
4. Raining (5:03)
作詞・作曲：こっこ、編曲：玉井健二・百田留衣
5. Ref:rain (TV size) (4:50) ※ SECL-2255 のみ収録

### 初回限定盤 DVD SECL-2253
1. 花の唄 (MUSIC VIDEO) (6:30)
2. ONE (MUSIC VIDEO) (5:37)

### 期間限定盤 DVD SECL-2256
1. 「恋は雨上がりのように」 ノンクレジットエンディングムービー (1:41)

## 参加ミュージシャン

### Ref:rain
- 飛内将大 - プログラミングと楽器演奏

### 眩いばかり
- 飛内将大 - プログラミングと楽器演奏

### After Rain -Scarlet ver.-
- 百田留衣 - プログラミングと楽器演奏

### Raining
- 百田留衣 - プログラミングと楽器演奏

## 制作クレジット
- エグゼクティブ・プロデューサー - 桂田大助、玉井健二
- スーパーバイザ - 佐野弘明
- プロデューサー - 玉井健二 (agehasprings)
- ディレクター・オーガナイザー - 森岡英貴、KentarOo Kondo (agehasprings)
- レコーディング・エンジニア - 森真樹 (agehasprings)
Recorded at Studio Device
- ミキシング・エンジニア - 熊坂敏 (prime sound studio form)
Mixed at prime sound studio form
- マスタリング・エンジニア - 茅根裕司
Mastered at Sony Music Studios Tokyo
- アート・ディレクション＆デザイン - 松田剛 (quia)
- フォトグラファー - 加藤アラタ
- スタイリスト - 赤石侑香
- ヘア＆メイクアップ - 村上綾

### 花の唄 (MUSIC VIDEO) SECL-2253
- キャスト - 浜辺美波
- ディレクター - 三木孝浩
- スクリプトライター - 佐藤亜美
- プロデューサー - 岩佐和彦、小浜元（P.I.C.S.）

### ONE (MUSIC VIDEO) SECL-2253
- キャスト - 明浄学院高等学校 吹奏楽部 QueenStar、瀬島奏音、田中望愛、田中柚衣、谷口紗希、寺脇二千翔、那須琴音、池上真由、大久保紗香、小川愛皆、玖瑠実、篠﨑聡美、篠﨑朋美、中島耀、にこ、真子、未由、本橋寧々、わかざえもん、渡邉優菜
- D.P - 神戸千木
- Gaffer - 永尾ちえ、平井達也
- Colorlist - 高橋直孝 (http://www.lespace.co.jp/)
- Casting - Yuuri Hasegawa (KENKYO)
- PM - 板橋由香利、鳥畑恵美莉
- ディレクター - 丸山健志
- プロデューサー - 佐々木視紀 (SEP)

### 「恋は雨上がりのように」 ノンクレジットエンディングムービー SECL-2256
- 制作 - アニメ「恋雨」製作委員会

## リリース日一覧
| 地域 | リリース日    | レーベル               | 規格                   | カタログ番号                | 備考                       |
| ---- | ------------- | ---------------------- | ---------------------- | --------------------------- | -------------------------- |
| 日本 | 2018年2月21日 | SME Records            | 12cmCD                 | SECL-2254                   | 通常盤                     |
| 日本 | 2018年2月21日 | SME Records            | 12cmCD + DVD           | SECL-2252-2253              | 初回限定盤                 |
| 日本 | 2018年2月21日 | SME Records            | 12cmCD + DVD           | SECL-2255-2256              | 期間限定盤                 |
| 日本 | 2018年2月21日 | Sony Music Labels Inc. | デジタル・ダウンロード | 1137865371                  | iTunes Store               |
| 日本 | 2018年2月21日 | Sony Music Labels Inc. | デジタル・ダウンロード | A2001168516                 | レコチョク AAC 128/320kbps |
| 日本 | 2018年2月21日 | Sony Music Labels Inc. | デジタル・ダウンロード | 4547366350791               | mora AAC-LC 320kbps        |
| 日本 | 2018年2月21日 | Sony Music Labels Inc. | デジタル・ダウンロード | B079Q3214N                  | Amazon.co.jp               |
| 日本 | 2018年2月21日 | Sony Music Labels Inc. | デジタル・ダウンロード | Btmjkuginu66o76bz6tmwyp4pai | Google Play Music          |
| 日本 | 2018年2月21日 | Sony Music Labels Inc. | デジタル・ダウンロード | 704f20db40df003c4450        | AWA 320kbps                |
| 日本 | 2018年2月21日 | Sony Music Labels Inc. | デジタル・ダウンロード | 0zRlSb00Y4i0PMRniVz3jU      | Spotify                    |

## タイアップ
| 曲名         | タイアップ                                                                     |
| ------------ | ------------------------------------------------------------------------------ |
| 「Ref:rain」 | フジテレビ系深夜アニメ・ノイタミナ枠『恋は雨上がりのように』エンディングテーマ |

## 購入特典
- 「Ref:rain / 眩いばかり」 B2サイズ告知ポスター
- 「Ref:rain / 眩いばかり」オリジナルステッカー